# Albert Victor, Duce de Clarence
Prințul Albert Victor, Duce de Clarence și Avondale (Albert Victor Christian Edward; 8 ianuarie 1864 – 14 ianuarie 1892) a fost membru al familiei regale britanice. A fost cel mai mare fiu al lui Albert Eduard, Prinț de Wales (viitorul rege Eduard al VII-lea al Regatului Unit) și a Alexandrei, Prințesă de Wales și nepot al reginei Victoria a Regatului Unit. În momentul nașterii a fost al doilea în linia de succesiune la tronul britanic însă nu a ajuns rege deoarece a decedat înaintea tatălui său și a bunicii sale.

## Copilăria și educația

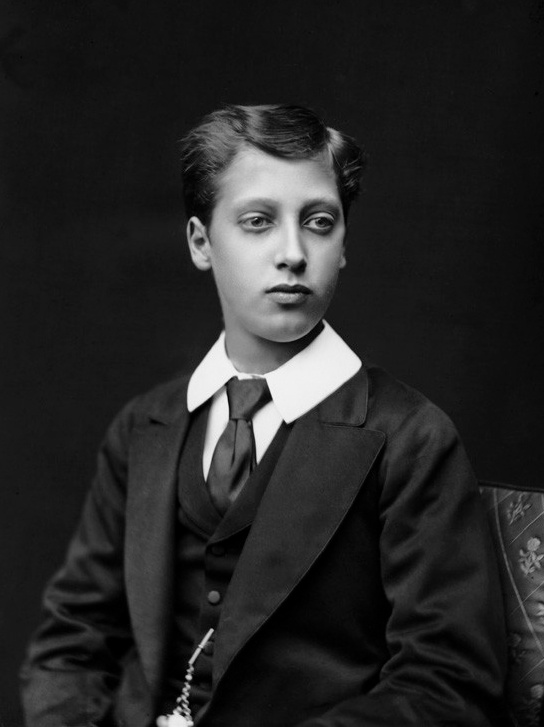
Albert Victor la 11 ani.

Albert Victor s-a născut prematur cu două luni, la 8 ianuarie 1864 la Casa Frogmore din Windsor, Berkshire. A fost primul copil al Prințului de Wales și al Alexandrei, Prințesă de Wales. Conform dorinței reginei Victoria, a fost numit Albert Victor după bunicul lui însă în familie i se spunea "Eddy" și mulți biografi se referă la el sub acest nume. Fiind nepot al unui monarh britanic pe linie masculină era numit de la naștere Alteța Sa Regală Prințul Albert Victor de Wales.
Albert Victor a fost botezat la Palatul Buckingham la 10 martie 1864 de arhiepiscopul de Canterbury, Charles Thomas Longley. Nașii săi au fost regina Victoria (bunica paternă), regele Christian al IX-lea al Danemarcei (bunicul matern, care a fost reprezentat de fratele lui Prințul Johann de Schleswig-Holstein-Sonderburg-Glücksburg), regele Leopold I al Belgiei (unchiul său), Prințesa Louise Caroline de Hesse-Cassel (străbunica maternă), Ducesa de Saxa-Coburg și Gotha (mătușa sa), Landgrave de Hesse (străbunicul matern), Victoria, Prințesă Regală (mătușa paternă) și Prințul Alfred (unchi patern).
Când Albert Victor avea șaptesprezece luni, s-a născut fratele său, Prințul George de Wales, la 3 iunie 1865. Fiind apropiați ca vârstă, au fost educați împreună. În 1871, regina l-a numit pe John Neale Dalton tutorele lor. Cei doi prinți au primit un program strict de studiu. Dalton se plângea că mintea lui Albert Victor era „anormal de lentă". Deși a învățat să vorbească daneza, progresele în alte limbi și pe alte teme erau foarte mici.

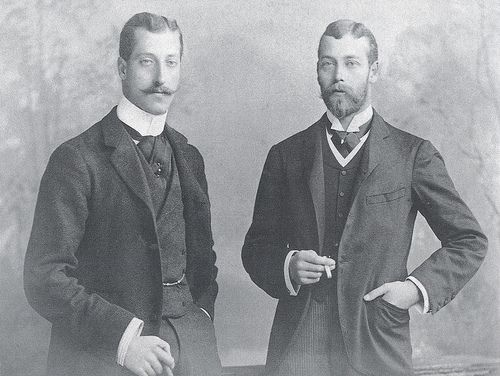
Albert Victor și fratele său George.

Albert Victor n-a excelat niciodată din punct de vedere intelectual. Lady Geraldine Somerset l-a învinovățit pe Dalton pentru slaba educație a lui Albert Victor, însă posibilele explicații pentru lipsa de concentrare sau indolența lui Albert Victor sunt nașterea prematură, care poate fi asociată cu dificultatea de învățare sau petit mal, o formă ușoară de epilepsie manifestată în copilărie ca o perioadă de vacuum mental.
În 1877, cei doi băieți au fost trimiși să se instruiască pe nava regală Britannia. După două luni Albert Victor a contacta febră tifoidă de care a fost tratat de Sir William Gull. În 1879, băieții au fost trimiși ca elevi ai marinei într-un tur al lumii de trei ani la bordul navei Bacchante. Au făcut turul Imperiului Britanic acompaniați de Dalton, au vizitat America, Insulele Falkland, Africa de Sud, Australia, Fiji, Singapore, Sri Lanka, Egipt, Grecia, Japonia. Când au revenit în Marea Britanie, Albert Victor avea 18 ani. Albert Victor a urmat Trinity College, Cambridge.
Inteligența, sexualitatea și bunul-simț al lui Albert Victor au făcut obiectul multor speculații. Au existat zvonuri legate de scandalul bordelului de homosexuali, deși nu există nici o dovadă fermă că s-ar fi dus acolo sau că măcar ar fi fost homosexual. Unii au spus că el ar fi fost ucigașul în serie Jack Spintecătorul însă documentele contemporane indică faptul că Albert Victor nici nu era prezent la Londra în timpul crimelor iar acuzația a fost larg respinsă.

## Posibile mirese regale

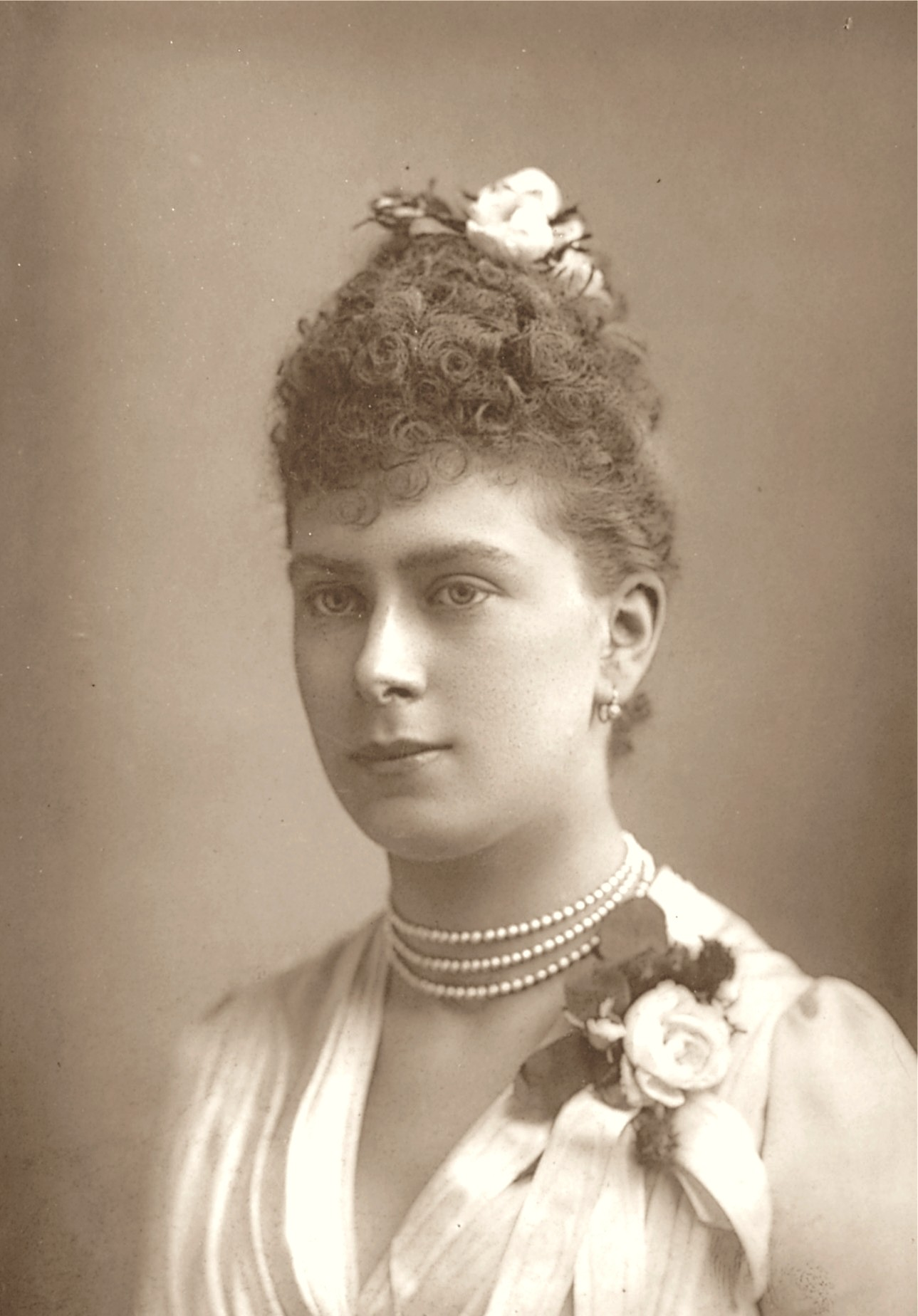
Mary de Teck

Câteva femei au fost considerate ca potențiale mirese pentru Albert Victor. Prima, în 1889, Prințesa Alix de Hesse și de Rin care a refuzat logodna. Ea s-a căsătorit cu Țarul Nicolae al II-lea al Rusiei în 1894. A doua, în 1890, a fost Prințesa Hélène de Orléans, fiica lui Filip, conte de Paris și strănepoată a ultimului Bourbon rege al Franței.
La început, regina Victoria s-a opus logodnei deoarece Hélène era romano catolică. Victoria i-a scris nepotului ei sugerându-i ca o alternativă o altă nepoată, Prințesa Margaret a Prusiei. Hélène a fost de acord să se convertească, însă tatăl ei a refuzat să accepte acest lucru. Mai târziu, Hélène s-a căsătorit cu  Ducele de Aosta.
La mijlocul anului 1890, Albert Victor a fost văzut de câțiva doctori, însă în corespondență, referirile la boala lui erau "febră" sau "gută". Mulți biografi au presupus că el suferea de "o formă ușoară de boală venerică", posibil gonoree, însă nu există surse cunoscute care să confirme asta. Se susține că în 1891 Albert Victor a fost subiectul unui șantaj a două prostituate, cărora el le scrisese scrisori incriminatorii. Scrisoriile au fost vândute la Casa de licitații Bonham din Londra în 2002. Din cauza discrepanțe în date și a ortografiei din scrisori, sunt suspectate a fi false.
La sfârșitul anului 1891 s-a logodit cu Mary de Teck iar nunta a fost stabilită pentru 27 februarie 1892. După câteva săptămâni de la logodnă, Albert Victor a murit de pandemie de gripă la Casa Sandringham din Norfolk la 14 ianuarie 1892, la mai puțin de o săptămână după cea de-a 28-a aniversare de naștere.
Mai târziu, Mary s-a căsătorit cu fratele lui Eddy, George, care va deveni regele George al V-lea în 1910 și care este străbunicul actualului suveran Charles al III-lea.